# دردار مستطيل
دردار مستطيل (الاسم العلمي: Ulmus oblongata) هو نوع نباتي يتبع جنس الدردار من فصيلة الدردارية.